# Francisco Xavier Clavijero

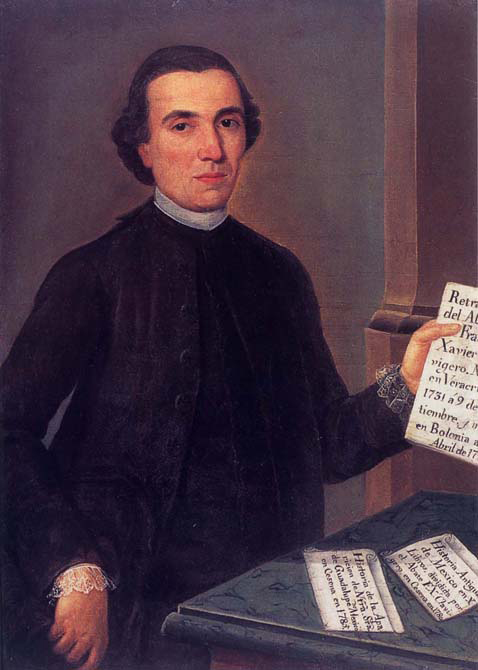
Francisco Xavier Clavijero

Francisco Xavier Clavijero (ur. 9 września 1731 w Veracruz, zm. 2 kwietnia 1787 w Bolonii) – meksykański historyk i filozof, jezuita; jeden z pierwszych autorów historii Meksyku. 

## Życiorys
Francisco Xavier Clavijero (Clavigero) urodził się w Veracruz 9 września 1721 roku. Uczęszczał do seminarium św. Hieronima i św. Ignacego w Puebla, a następnie w 1748 roku wstąpił w szeregi jezuitów w Tepotzotlan. Pierwsze lata poświęcił na badaniach z dziedziny filozofii naturalnej a jednocześnie pod wpływem coraz większych zbiorów starożytnych dokumentów dotyczących historii Azteków gromadzonych w bibliotece klasztoru św. Piotra i Pawła, skierował się ku poznaniu dziejów prekolumbijskiej cywilizacji. 
Godząc pracę nauczyciela – w Meksyku nauczał retorykę a w Valladolid filozofię, prowadził działalność wydawniczą i tłumaczył stare rękopisy. 
W 1767 roku, po zlikwidowaniu zakonu jezuitów, wyjechał z Meksyku i został skierowany do Bolonii we Włoszech. Tam wydał owoc swej pracy pod postacią dzieła "Storia Antica del Messico", które zostało przetłumaczone na język niemiecki i hiszpański. W dziele tym przedstawił historię Meksyku, od powstania państwa azteckiego (na podstawie pism i rękopisów Indian) po podbój imperium przez hiszpańskich konkwistadorów. Cechą wyróżniającą dzieło jest zachowanie bezstronnego punktu widzenia na podbój Corteza. 
Francisco Xavier Clavijero zmarł w Bolonii 2 kwietnia 1787 roku.
Dzieła: "Storia Antica del Messico", Bolonia 1780; wyd. 4 tomowe, angielskie tłumaczenie C. Cullen, 2 tomowe z 1787. "Storia della California", Wenecja, 1789 rok.